# Inoviridae
Inoviridae, informell auch genannt Filamentöse Bakteriophagen (englisch Filamentous bacteriophage, Singular oder Plural) sind eine Familie von Viren, die Bakterien infizieren (Bakteriophagen).
Die Phagen sind nach ihrer meist filamentösen Form benannt, ihre Virionen (Virusteilchen) sind meist lang, dünn und biegsam und sehen aus wie eine wurmartige Kette (was an ein Stück gekochter Spaghetti erinnert). Sie haben einen Durchmesser von ca. 6 nm bei einer Länge von bis zu ca. 1000–2000 nm.
Die Inoviridae gehören zu den einfachsten Viren, die bekannt sind. Sie haben weit weniger Gene als die klassischen Bakteriophagen der Ordnung Caudovirales (mit Kopf-Schwanz-Struktur, sog. Schwanzbakteriophagen), wie sie von der American Phage Group um Max Delbrück untersucht wurden. Die Einfachheit dieser Familie macht sie zu einem attraktiven Modellsystem, um grundlegende Aspekte der Molekularbiologie zu untersuchen und zu einem bewährten Werkzeug in der Immunologie und Nanotechnologie.
Die Familie enthält 29 offiziell vom International Committee on Taxonomy of Viruses (ICTV) bestätigte Arten (Spezies), die sich auf 23 offizielle Gattungen verteilen.
Die Auswertung von genomischen und metagenomischen Datensätzen mit Hilfe eines maschinellen Lernansatzes führte jedoch zur Entdeckung von 10.295 Inovirus-ähnlichen Sequenzen mit Treffern in fast allen bakteriellen Phyla (als Wirte) und in praktisch jedem Ökosystem. Dies ist ein starker Hinweis darauf, dass Gruppe von Viren wesentlich vielfältiger und weiter verbreitet ist als ursprünglich angenommen.

## Beschreibung

Schemazeichnungen eines Virions der Familie Inoviridae (oben: Seitenansicht, unten: Querschnitt)

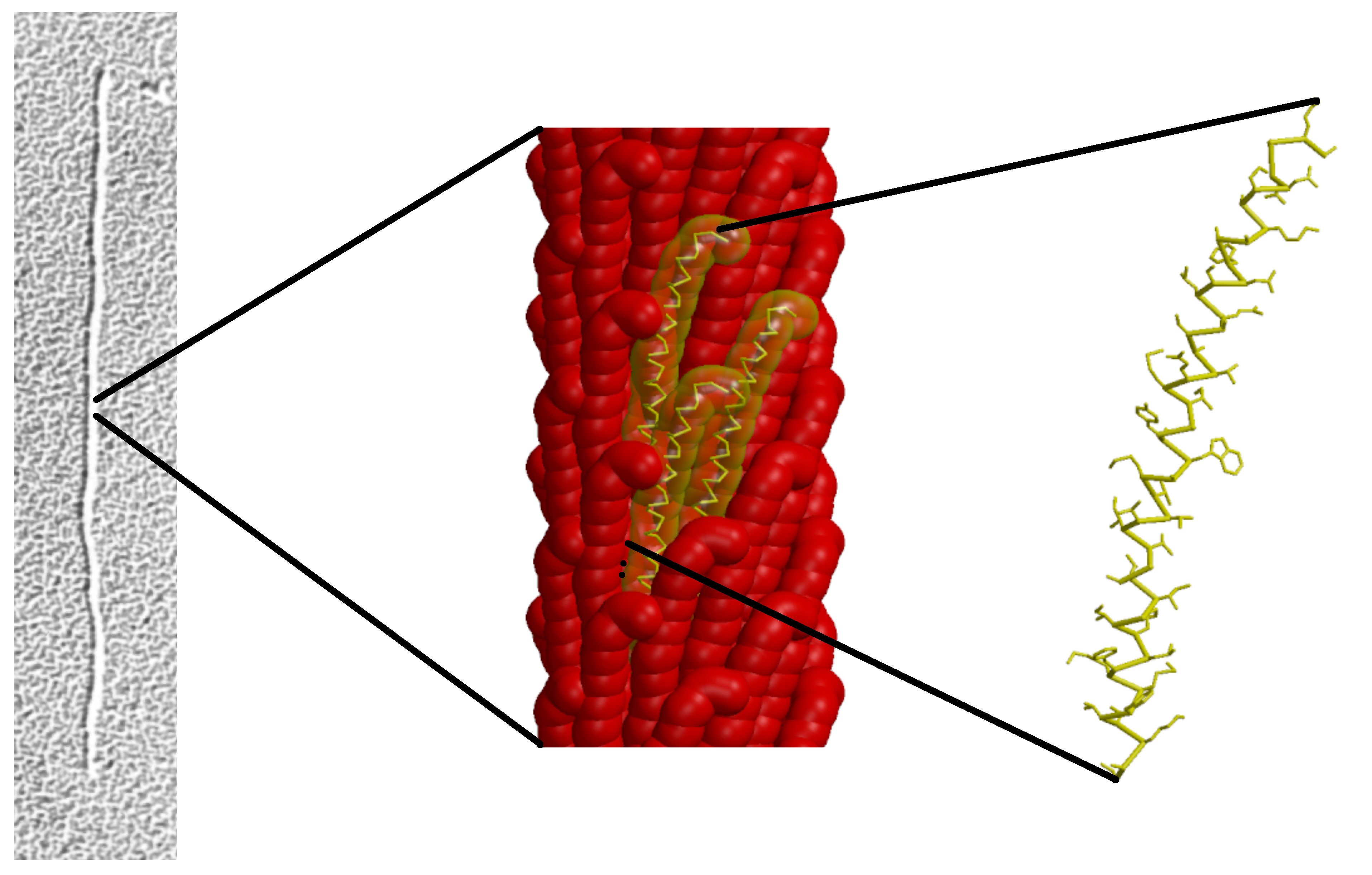
Zusammengesetzte Untereinheiten des Haupt-Hüllproteins (MCP) in den Ff-Phagen (Gattung Inovirus) der Stämme fd, f1 und M13.

Filamentöse Phagen werden im Gegensatz zu den meisten anderen Phagen kontinuierlich durch die Bakterienmembran extrudiert (ausgeschieden), ohne den bakteriellen Wirt zu töten.
Die Hülle eines Virions besteht aus fünf Arten viraler Proteine, die sich während des Zusammenbaus (Assemblierung) der Phagen-Virionen in der inneren Membran des Wirtsbakteriums befinden und dem heranwachsenden Virion hinzugefügt werden, während es durch die Membran extrudiert wird.
Die von der Gruppe um David Pratt eingeführte einfache Nummerierung der Gene mit den arabischen Ziffern 1,2,3,4, … wird manchmal durch die Praxis der Verwendung der römischen Ziffern I, II, III, IV, … verdrängt, aber die von den beiden Systemen definierten Gennummern sind die gleichen.
Für die Akronyme der kodierten Proteine existieren also zwei einander äquivalente Bezeichnungsweisen mit den gleichen Nummern in römischen bzw. in arabischen Ziffern:
Protein 1 (pI = g1p), …, Protein 8 (pVIII = g8p), …;
die Bezeichnungen der entsprechenden Gene sind analog, jedoch kursiv gesetzt.
Drei filamentöse Bakteriophagen, fd, f1 und M13, wurden in den frühen 1960er Jahren von drei verschiedenen Forschergruppen isoliert und charakterisiert. Sie sind jedoch so ähnlich, dass sie zu einer Gruppe mit dem Namen „Ff-Phagen“ zusammengefasst werden, die vom ICTV zunächst als Gattung Inovirus, und inzwischen (2024) als Spezies Inovirus M13 offiziell bestätigt wurde.
Die molekulare Struktur der filamentösen Ff-Phagen wurde mit einer Reihe von physikalischen Techniken, insbesondere der Röntgenfaserbeugung,
bestimmt und mit Festkörper-NMR und Kryo-Elektronenmikroskopie weiter verfeinert.
Die einzelsträngige Ff-Phagen-DNA verläuft entlang des zentralen Kerns (englisch cor) des Phagen und wird durch eine zylindrische Proteinhülle geschützt und verdichtet, die aus Tausenden von identischen α-helikalen Untereinheiten des Haupt-Hüllproteins (en. major coat protein) aufgebaut ist, und die vom Phagen-Gen pVIII kodiert werden.
Das pVIII-Protein wird in die Plasmamembran als ein früher Schritt der Phagen-Assemblierung eingefügt.
Einige Phagenstämme haben eine Leader-Sequenz auf dem pVIII-Protein, um die Einfügung in die Membran zu fördern, aber andere scheinen die Leader-Sequenz nicht zu benötigen.
An den beiden Enden des Phagen befinden sich einige Kopien von Proteinen, die für die Infektion des Wirtsbakteriums und auch für den Zusammenbau der wachsenden Phagenpartikel wichtig sind.
Diese Proteine sind die Produkte der Phagengene 3 und 6 (pIII und pVI) an einem Ende des Phagen, und der Phagengene 7 und 9 (pVII und pIX) am anderen Ende.
Die Faserbeugungsstudien identifizierten zwei strukturelle Klassen von Phagen, die sich in den Details der Anordnung des Gen-8-Proteins (pVIII) unterscheiden.
Klasse I, zu der die Stämme
fd, f1, M13 der Gattung Inovirus sowie
If1 (Spezies Escherichia-Virus If1, Gattung Infulavirus) und
IKe (Spezies Salmonella-Virus IKe, Gattung Lineavirus) gehören,
hat eine Rotationsachse, die die Gen-8-Hüllproteine (pVIII) miteinander verbindet,
während bei Klasse II, einschließlich der Stämme
Pf1 (Spezies Pseudomonas-Virus Pf1, Gattung Primolicivirus),
Pf3 (Spezies Pseudomonas-Virus Pf3, Gattung Tertilicivirus),
Pf4 (ohne zugewiesene Spezies oder Gattung) und
PH75 (vorgeschlagene Spezies „Thermus-Phage PH75“, incertae sedis innerhalb der Inoviridae), diese Rotationsachse durch eine Helixachse ersetzt ist.
Dieser technische Unterschied hat kaum merkliche Auswirkungen auf die Gesamtstruktur des Phagen, aber der Umfang der unabhängigen Beugungsdaten ist für die Symmetrieklasse II größer als für die Klasse I.
Dies half bei der Bestimmung der Struktur des Klasse-II-Phagen Pf1, und damit auch der Klasse-I-Struktur.
Die aus den fd-Phagen der Gattung Inovirus isolierte DNA ist einzelsträngig und topologisch ein Kreis (zirkulär).
Das heißt, der DNA-Einzelstrang erstreckt sich von einem Ende des Phagenpartikels (Virions) zum anderen und dann wieder zurück, um den Kreis zu schließen, obwohl die beiden Stränge nicht basengepaart sind.
Es wurde angenommen, dass sich diese Topologie auf alle anderen filamentösen Phagen erstreckt, aber dies ist nicht der Fall für den Phagen Pf4, bei dem die DNA im Phagen zwar einzelsträngig, aber topologisch linear und nicht kreisförmig ist.
Während des Zusammenbaus (Assemblierung) von fd-Phagen wird ihre DNA zunächst in einen linearen intrazellulären Nukleoprotein-Komplex mit vielen Kopien des Phagen-Gens 5 (pV, das Replikations-/Assemblierungsprotein) verpackt.
Das Gen 5-Protein (pV) wird dann durch das Gen 8-Hüllprotein (pVIII) verdrängt, wenn der heranwachsende Phage durch die bakterielle Plasmamembran extrudiert wird, ohne dabei den bakteriellen Wirt abzutöten.
Dieses Protein bindet auch mit hoher Affinität an G-Quadruplex-Strukturen (G4-DNA, „Vier-Strang-DNA“), obwohl diese in der Phagen-DNA nicht vorhanden sind, sowie an ähnliche Haarnadelstrukturen (englisch hairpins) in der Phagen-DNA.
Gen 1 (pI) kodiert für eine ATPase.
Das Protein 1 (pI) der Ff-Phagen (d. h. in der Gattung Inovirus) ist für die Phagen-Assemblierung an der Membran erforderlich.
Gen 1 (pI) ist daher ein konserviertes Markergen, das (zusammen mit drei weiteren genetischen Merkmalen) zur automatischen Erkennung von Inovirus-Sequenzen verwendet wird.
Protein 1 (pI) hat eine membranüberspannende hydrophobe Domäne am N-terminalen Teil im Zytoplasma und dem C-terminalen Teil im Periplasma (vgl. ATP-Synthase). Die Monomere bleiben dank der hydrophoben Wechselwirkungen zusammen.

Der Assemblierungsmechanismus macht diese Phagen zu einem wertvollen System, um Transmembranproteine zu untersuchen.

## Replikationszyklus
Die Virus-Replikation der Inoviridae erfolgt im Zytoplasma.
Die Replikation folgt dem Modell der Rolling-Circle-Replikation für ssDNA.
Der Replikationszyklus besteht im Detail aus folgenden Schritten (siehe Schemazeichnung):
1. Das virale g3p-Protein (alias pIII, minor coat protein, mCP) vermittelt Anheftung (Adsorption) des Virions an einen Pilus der Wirtszelle. Die Pilus-Retraktion zieht das Virion an die innere Membran des Wirts.
2. Die Proteine des Virus-Kapsids vermitteln die Injektion der Virus-DNA durch die bakteriellen Membranen hindurch in das Zellzytoplasma.
3. Die Polymerase des Wirtsbakteriums wandelt das (+)ssDNA-Virusgenom (Einzelstrang) in eine kovalent zyklisch geschlossene dsDNA (Doppelstrang) um, die als replikative Form (RF) der DNA (replicative form DNA) bezeichnet wird.
4. Durch Transkription der dsDNA mit Hilfe der RNA-Polymerase des Wirts entstehen virale mRNAs.
5. Das virale g2p-Protein (alias pII) kappt den RF-DNA-Strang am Replikationsursprung.
6. Die Replikation des (+)-Strangs erfolgt nach dem Rolling-Circle-Verfahren.
7. Auch neue genomische (+)ssDNA wird in weitere RF-dsDNA umgewandelt, an der ebenfalls Transkription stattfindet.
8. Wenn genügend g5p-Protein (alias pIV) synthetisiert wurde, wird die Umwandlung in RF-dsDNA gehemmt, da das neusynthetisierte genomische ssDNA mit g5p bedeckt wird.
9. Das g5p wird durch Protein g8p (alias pVIII) ersetzt, um die Assemblierung des viralen Kapsids zu starten.
10. Neue Virionen werden aus der Wirtszelle ausgeschieden.
11. (nicht dargestellt) Die infizierten Zellen teilen sich weiter und produzieren unbegrenzt viele Virionen.

Die virale Assemblierung erfolgt an der inneren Membran (bei Gram-negativen Bakterien), vermittelt durch einen in die Membran eingebetteten Motorproteinkomplex.
Dieser multimere Assemblierungskomplex wird von Gen 1 (pI) kodiert und oft als ZOT (Zonula Occludens Toxin) bezeichnet. Es handelt sich dabei um eine ATPase, die funktionelle und essentielle Walker A- und Walker B-Motife enthält,
von denen man annimmt, dass sie die Hydrolyse von ATP (Adenosintriphosphat) vermitteln, wodurch die Energie für die Assemblierung des Phagenfilaments geliefert wird.
Die Virionen verlassen die Wirtszelle durch virale Extrusion, ohne diese abzutöten.
Dies ist ein für Viren der Ordnung Tubulavirales typisch, anders als bei lytischen Bakteriophagen, die ihre Wirtszellen am Schluss zum Platzen bringen und abtöten. Auch der lysogene Zyklus, bei dem sich die Viren mit der Wirtszelle vermehren und sich ggf. auch in ihr Genom integrieren, wurde bei den Inoviridae zunächst nicht beobachtet.
Vom filamentösen Phage Cf1t der Bakterienspezies Xanthomonas campestris (vorgeschlagene Phagenspezies „Xanthomonas-Phage Cf1t“, incertae sedis innerhalb der Familie Inoviridae, gelegentlich als Cflt verschrieben)
wurde allerdings 1987 gezeigt, dass er sich in das bakterielle Wirtsgenom integrieren kann. Seitdem wurden weitere solche temperente filamentöse Phagen gefunden, von denen viele in die Pathogenese involviert sind, indem sie an sich ungefährlichen Bakterien Toxingene vermitteln, wodurch diese Krankheiten auslösen können. Ein Beispiel für einen solchen Phagen ist der Vibrio-Phage CTXphi

## Systematik
Die Taxonomie der filamentösen Bakteriophagen wurde von Andre Lwoff und Paul Tournier als Familie Inophagoviridae, Gattung Inophagovirus, Spezies Inophagovirus bacterii (nach griechisch ἰνός Inos, deutsch ‚Faser oder Faden (Genitiv)‘) definiert, mit dem Phagen fd (Hoffmann-Berling) als Typusart.
Die Bezeichnung „Phagovirus“ ist tautologisch (alle Phagen sind Viren), und der Name der Familie wurde in Inoviridae und die Typusgattung in Inovirus geändert.
Diese Nomenklatur blieb für viele Jahrzehnte bestehen, obwohl die Definition von fd als Typusart ersetzt wurde, als M13 für genetische Manipulationen und für Studien von pVIII breiter eingesetzt wurde.
Die Phagen fd, f1, M13 (und andere verwandte Phagen) werden oft als Ff-Phagen bezeichnet,
mit dem ersten F für F-Plasmid (auch Fertilitätsfaktor genannt, englisch F-episome – sie infizieren Colibakterien, die das F-Episom tragen),
und dem zweiten f für filamentös (fadenartig)
für F-spezifische (sie infizieren Escherichia coli, die das F-Episom tragen) filamentöse Phagen, unter Verwendung des Konzepts der umgangssprachlichen Namen.
Zu Untersuchungen der Taxonomie der Inoviridae werden zunehmend Phylogenetische Bäume und Kladen verwendet.
Die Anzahl der bekannten filamentösen Bakteriophagen hat sich durch die Verwendung eines maschinellen Lernansatzes (KI) um ein Vielfaches vermehrt.
Daher wurde vorgeschlagen, die Familie Inoviridae neu zu ordnen und in mehrere Familien einer neu geschaffenen Ordnung (den Tubulavirales) aufzuspalten. Vorgeschlagen sind vorläufig 6 Kandidatenfamilien mit 212 Kandidatenunterfamilien.
In die folgende Gliederung der Familie Inoviridae nach ICTV  (Stand Mai 2024) ist diese vorgeschlagene Neuordnung der Familien in der Ordnung Tubulavirales nach Roux et al. (2019) eingearbeitet, jedoch ohne die vorgeschlagenen Unterfamilien (die bisher nur Nummern haben);
zusätzlich mit einer Auswahl vorgeschlagener Spezies in Anführungszeichen (nach NCBI mit Stand 15. Februar 2021):
Familie: Inoviridae (im weiteren Sinn; veraltet: Inophagoviridae)
- Familie „Amplinoviridae“ (Vorschlag, neu)

- Familie „Densinoviridae“ (Vorschlag, neu)

- Familie „Photinoviridae“ (Vorschlag, neu)

- Familie „Protoinoviridae“ (Vorschlag, die Inoviridae im engeren Sinn):
  - Gattung: Fibrovirus
    - Spezies: Fibrovirus fs1 (Vibrio-Virus fs1, ehem. Typus) mit Vibrio phage fs1, Vibrio phage ND1-fs1, Vibrio phage ND1-fs1, Vibrio phage VEJ alias Vibrio phage VEJph, Vibrio phage VSK und Vibrio phage VSKK
    - Spezies: Fibrovirus VGJ (Vibrio-Virus VGJ) mit Vibrio phage VGJ
    - Spezies: Fibrovirus VGJ (offiziell fehlerhaft Fobrovirus VP24, Vibrio-Phage VP24-2_Ke) mit Vibrio phage VP24-2_Ke

  - Gattung: Habenivirus
    - Spezies: Habenivirus RS551 (Ralstonia-Virus RS551) mit 
      - Ralstonia phage Rs551
      - Ralstonia phage RSIBR3
      - Ralstonia phage RSIBR1

    - Spezies: Habenivirus RS603 (Ralstonia-Virus RS603) mit
      - Ralstonia phage RS603

    - Spezies: Habenivirus RSM1 (Ralstonia-Virus RSM1, ehem. Typus) mit
      - Ralstonia phage RSM1

    - Spezies: Habenivirus RSM3 (alstonia-Virus RSM3) mit
      - Ralstonia phage RSM3
      - Ralstonia phage RSMSuper

  - Gattung: Inovirus (veraltet: Inophagovirus, Ff-Phagen, en. Ff phages)
    - Spezies: Inovirus M13 (Escherichia-Virus M13, ehem. Typus, inkl. Inophagovirus bacterii) mit Enterobacteria-Phage fd[31] mit 
      - Escherichia phage M13 alias Enterobacteria phage M13 (Enterobacteria-Phage M13) alias Bacteriophage M13[38]
      - Enterobacteria phage f1 (Enterobacteria-Phage f1 – mit Ziffer 1) mit Isolaten f1_1_FR, f1_2_FR, f1_3_FR, F1_ancestral, F1_1, F1_2, F1_3, NBRC 20015, NBRC 20010, M13 (WT variety Rutgers) und fd 487 alias Es[c]herichia phage fd oder Filamentous bacteriophage fd[31]

    - ?Spezies: „Inovirus C2“ (Vorschlag)

  - Gattung: Lineavirus[16]
    - Spezies: Lineavirus I22 (Escherichia-Virus I22) 
      - Escherichia phage I22

    - Spezies: Lineavirus IKe (Salmonella-Virus IKe) 
      - Salmonella phage IKe

    - Spezies: Lineavirus pear
      - Erwinia phage PEar6

  - Gattung: Lophivirus
    - Spezies: Lophivirus Cf2 mit 
      - Xanthomonas phage Cf2

    - Spezies: Lophivirus Lf2
      - Xanthomonas phage phi Lf2 alias Xanthomonas phage phiLf2

    - Spezies: Lophivirus LfUK mit
      - Xanthomonas phage phiLf UK alias Xanthomonas phage phiLF oder Filamentous phage phiLf (φLf)[39]

    - Spezies: Lophivirus Xv2 mit
      - Xanthomonas phage phiXv2

  - Gattung: Porrectionivirus
    - Spezies: Porrectionivirus p12J mit
      - Ralstonia phage p12J

  - Gattung: Saetivirus
    - Spezies: Saetivirus fs2 (Vibrio-Virus fs2) mit
      - Vibrio phage fs2

    - Spezies: Saetivirus VFJ (Vibrio-Virus VFJ) mit 
      - Vibrio phage VFJ
- Familie Plectroviridae (im Vorschlag Vespertilinoviridae):
  - Gattung: Plectrovirus
    - Spezies: Plectrovirus L51 (Acholeplasma-Virus L51, monotypisch) mit
      - Acholeplasma phage MV-L1
      - Acholeplasma phage MV-L51

  - Gattung: Vespertiliovirus
    - Spezies: Vespertiliovirus C74 (Spiroplasma-Virus C74) mit
      - Spiroplasma phage 1-C74

    - Spezies: Vespertiliovirus R8A2B (Spiroplasma-Virus R8A2B) mit
      - Spiroplasma phage 1-R8A2B

    - Spezies: Vespertiliovirus SkV1CR23x (Spiroplasma-Virus SkV1CR23x) mit
      - Spiroplasma phage SkV1CR23x

  - Gattung: Virgulavirus
    - Spezies: Virgulavirus SVGII3
      - Spiroplama phage SVGII3
- Familie Paulinoviridae (nicht im Vorschlag! aber inzwischen realisiert)
  - Gattung: Bifilivirus
    - Spezies: Bifilivirus B5 (Propionibacterium-Virus B5, monotypisch) mit Propionibacterium phage B5

  - Gattung: Thomixvirus
    - Spezies: Thomixvirus OH3 (Thermus-Virus OH3, monotypisch) mit 
      - Thermus phage OH3 alias Thermus phage phiOH16
- ohne Vorschlag für eine neue Familienzuordnung, bisher zu Inoviridae:
  - Gattung: Affertcholeramvirus[40]
    - Spezies:  Affertcholeramvirus CTXphi (Vibrio-Virus CTXphi) mit 
      - Vibrio phage CTXphi alias CTXφ bacteriophage, nicht zu verwechseln mit Pseudomonas-Phage ΦCTX, Spezies Pseudomonas-Virus phiCTX, Peduoviridae, Morphotyp: Myoviren[41][42]

    - Spezies: Affertcholeramvirus preCTX1 mit
      - Vibrio phage pre-CTX

    - Spezies: Affertcholeramvirus preCTX2 mit
      - Vibrio phage pre-CT

  - Gattung: Anademivirus
    - Spezies: Anademivirus AFP mit
      - Alteromonas phage phiAFP1

  - Gattung: Capistrivirus
    - Spezies: Capistrivirus KSF1 (Vibrio-Virus KSF1, monotypisch) mit
      - Vibrio phage KSF1

  - Gattung: Coriovirus
    - Spezies: Coriovirus Cf1c (Xanthomonas-Virus Cf1c – mit Ziffer 1 in der Mitte von Vf1c, monotypisch) mit 
      - Xanthomonas phage Cf1c
      - Xanthomonas phage XacF1[43]

  - Gattung: Infulavirus[15]
    - Spezies: Infulavirus If1 (Escherichia-Virus If1, monotypisch) mit 
      - Escherichia phage If1 – mit Ziffer 1 am Ende, infiziert E. coli und überträgt den Fertilitätsfaktor (F-Plasmid)

  - Gattung: Parhipatevirus
    - Spezies: Parhipatevirus PE226 (Ralstonia-Virus PE226, monotypisch) mit 
      - Ralstonia phage PE226

  - Gattung: Primolicivirus[17]
    - Spezies: Primolicivirus Pf1 (Pseudomonas-Virus Pf1, ehem. Typus) mit
      - Pseudomonas phage Pf1 alias Phage Pf1, infiziert Pseudomonas aeruginosa

    - Spezies: Primolicivirus Pf8 mit
      - Pseudomonas phage pf8_ST274-AUS411

    - Spezies: Primolicivirus Pf8

  - Gattung: Psecadovirus
    - Spezies: Psecadovirus PSH1 (Stenotrophomonas-Virus PSH1, monotypisch) mit 
      - Stenotrophomonas phage PSH1

  - Gattung: Restivirus
    - Spezies: Restivirus RSBg mit 
      - Ralstonia phage RSBg

    - Spezies: Restivirus RSS1 (Ralstonia-Virus RSS1, ehem. Typus) mit 
      - Ralstonia phage RSS1
      - Ralstonia phage RS611
      - Ralstonia phage RSS0
      - Ralstonia phage RSS-TH1

  - Gattung: Scuticavirus
    - Spezies: Scuticavirus SMA6 (Stenotrophomonas-Virus SMA6, monotypisch) mit 
      - Stenotrophomonas phage SMA6

  - Gattung: Siphunculivirus
    - Spezies: Siphunculivirus SHP2 mit 
      - Stenotrophomonas phage phi SHP2 alias Stenotrophomonas phage phiSHP2

  - Gattung: Staminivirus
    - Spezies: Staminivirus SMA9 (Stenotrophomonas-Virus SMA9, monotypisch) mit 
      - Stenotrophomonas phage SMA9

  - Gattung: Subteminivirus
    - Spezies: Subteminivirus SMA7 (Stenotrophomonas-Virus SMA7, monotypisch) mit 
      - Stenotrophomonas phage SMA7

  - Gattung: Tertilicivirus[18]
    - Spezies: Tertilicivirus Pf3 (Pseudomonas-Virus Pf, monotypisch3) mit 
      - Pseudomonas phage Pf3 mit Isolaten Nijmegen und New York, infiziert Pseudomonas aeruginosa

  - Gattung: Vasivirus
    - Spezies: Vasivirus VAI mit Vibrio phage VAI1

  - Gattung: Versovirus
    - Spezies: Versovirus VALG6 mit 
      - Vibrio phage VALG_phi6

    - Spezies: Versovirus VfO3K6(Vibrio-Virus VfO3K6, ehem. Typus) mit 
      - Vibrio phage VfO3K6
      - Vibrio phage VfO4K68

    - Spezies: Versovirus Vipa10 mit 
      - Vibrio phage vB_Vipa10

    - Spezies: Versovirus Vipa26 mit
      - Vibrio phage vB_Vipa26

    - Spezies: Versovirus Vipa36 mit
      - Vibrio phage vB_Vipa36

    - Spezies: Versovirus Vipa71 mit
      - Vibrio phage vB_Vipa71

    - Spezies: Versovirus Vipa4291 mit
      - Vibrio phage vB_Vipa4291

    - Spezies: Versovirus VipaK mit
      - Vibrio phage vB_VipaK

  - Gattung: Vicialiavirus
    - Spezies: Vicialiavirus VCY (Vibrio-Virus VCY, monotypisch) mit
      - Vibrio phage VCY (VCYΦ), infiziert Vibrio cholerae und V. parahaemolyticus[42]

    - Gattung: Villovirus
    - Spezies: Villovirus FR mit 
      - Vibrio phage vB_VpI_FR1

    - Spezies: Villovirus V5 mit
      - Vibrio phage V5

    - Spezies: Villovirus VALG8 mit
      - Vibrio phage VALG_phi8

    - Spezies: Villovirus Vf33 (Vibrio-Virus Vf33, ehem. Typus) mit
      - Vibrio phage Vf33
      - Vibrio phage Vf12

  - Gattung: Xylivirus
    - Spezies: Xylivirus XacF13 mit
      - Vibrio phage XacF13 alias Xanthomonas phage XaF13

    - Spezies: Xylivirus Xf109 (Xanthomonas-Virus Xf109) mit
      - Xanthomonas phage Xf109
      - Xanthomonas phage Xf409

  - ohne Gattungszuweisung, bisher vorgeschlagen für Inoviridae:[44]
    - Spezies: „Enterobacteria phage ZJ/2“ („Enterobacteria-Phage ZJ/2“)[45][5]
    - Spezies: „Erwinia phage PEar1“ („Erwinia-Phage PEar1“)
    - Spezies: „Erwinia phage PEar2“ („Erwinia-Phage PEar2“)
    - Spezies: „Erwinia phage PEar4“ („Erwinia-Phage PEar4“)
    - Spezies: „Phage M13mp18“
    - Spezies: „Phage M13mp7“
    - Spezies: „Phage M13mp8“
    - Spezies: „Pseudomonas phage PfLES“ („Pseudomonas-Phage PfLES“)
    - Spezies: „Ralstonia phage 1 NP-2014“ („Ralstonia-Phage 1 NP-2014“)
    - Spezies: „Thermus phage PH75“ („Thermus-Phage PH75“)[21]
    - Spezies: „Ralstonia phage RSS20“ („Ralstonia-Phage RSS20“)
    - Spezies: „Ralstonia phage RSS30“ („Ralstonia-Phage RSS30“)
    - Spezies: „Spiroplasma phage SVGII3“ („Spiroplasma-Phage SVGII3“)
    - Spezies: „Thermus phage PH75“ („Thermus-Phage PH75“)
    - Spezies „Vibrio phage f237“ („Vibrio-Phage f237“), infiziert Vibrio cholerae und V. parahaemolyticus[42]
    - Spezies: „Vibrio phage K04M1_VK04M1“ („Vibrio-Phage K04M1_VK04M1“)
    - Spezies: „Vibrio phage K05K4_VK05K4_1“ („Vibrio-Phage K05K4_VK05K4_1“)
    - Spezies: „Vibrio phage K05K4_VK05K4_2“ („Vibrio-Phage K05K4_VK05K4_2“)
    - Spezies: „Vibrio phage RS1“ („Vibrio-Phage RS1“)
    - Spezies: „Vibrio phage VAI2“ („Vibrio-Phage VAI2“)
    - Spezies: „Xanthomonas phage Cf“ („Xanthomonas-Phage Cf“)
    - Spezies: „Xanthomonas phage Cf16“ („Xanthomonas-Phage Cf16“)
    - Spezies: „Xanthomonas phage Cf1t“ (ΦLf, „Xanthomonas-Phage Cf1t“), infiziert Xanthomonas campestris pv. campestris[30]
      - Phage Cf1t (mit Ziffer 1, gerne verschrieben als Cflt)

    - Spezies: „Xanthomonas phage Lf“ („Xanthomonas-Phage Lf“)[42]
    - Spezies: „Xanthomonas phage phiXo“ („Xanthomonas-Phage phiXo“)
    - Spezies: „Xanthomonas phage phiXv“ („Xanthomonas-Phage phiXv“)
    - Spezies: „Xanthomonas phage Xf“ („Xanthomonas-Phage Xf“)
    - Spezies: „Inoviridae sp. ctBZ32“
    - Spezies: „Shewanella phage SW1“ („Shewanella-Phage SW1“), infiziert Shewanella piezotolerans WP3[42]
    - Spezies: „Pseudoalteromonas phage f327“ („Pseudoalteromonas-Phage f327“), infiziert Pseudoalteromonas sp. BSi20327[42]
- ohne Vorschlag für eine neue Familienzuordnung, bisher zu Plectroviridae:
  - Gattung: Suturavirus
    - Spezies: Suturavirus SVTS2 (Spiroplasma-Virus SVTS2) mit 
      - Spiroplasma phage SVTS2
- anderweitig vorgeschlagene Stämme ohne Familienzuordnung:
  - „Phage Pf4“[19][20][2]
  - „Phage Pf5“[20]

## Forschungsgeschichte
Die Erforschung der heute zu den Inoviridae gestellten Bakteriophagen begann in den frühen 1960er Jahren.
Der in elektronenmikroskopischen Aufnahmen zu sehende fadenförmige (filamentöse) Teil wurde zunächst irrtümlich als ein bakterieller Pilus interpretiert. Der Abbau der beobachteten Strukturen mit Hilfe von Ultraschall, wodurch die flexiblen Filamente ungefähr in der Mitte auseinandergebrochen wurden, inaktivierte die Infektiosität, wie für eine fadenförmige Bakteriophagenmorphologie vorhergesagt.
Die ersten drei fadenförmigen Bakteriophagen, fd, f1 und M13, wurden von drei verschiedenen Forschungsgruppen isoliert und charakterisiert.
Da sich diese drei Phagen in ihren DNA-Sequenzen um weniger als 2 Prozent unterscheiden, was Änderungen in nur wenigen Dutzend Codons im gesamten Genom entspricht, können sie für viele Zwecke als identisch angesehen werden
und werden oft mit dem Oberbegriff Ff-Phagen bezeichnet. und heute der gemeinsamen Gattung Inovirus zugeordnet.
Die weitere unabhängige Charakterisierung in den folgenden 50 Jahren war von den Interessen dieser Forschungsgruppen und ihrer Anhänger geprägt.
Genetische Studien an M13 unter Verwendung von bedingt letalen Mutanten (Varianten), die von David Pratt und Kollegen initiiert wurden, entschlüsselten die Funktionen der Phagengene.
So zeigte sich beispielsweise, dass das Proteinprodukt von Gen 5 (g5p bzw. pV), das für die Synthese der einzelsträngigen DNA (ssDNA) der neuen Virionen verantwortlich ist, in großen Mengen in den infizierten Bakterien gebildet wird.
Es bindet an die naszierende (neu gebildete) DNA, um einen linearen intrazellulären Komplex zu bilden.
Das Genom des Phagen fd war eines der ersten vollständigen Genome, die sequenziert wurden.

## Anwendung
Filamentöse Bakteriophagen, die so verändert wurden, dass sie immunogene Peptide anzeigen, sind nicht nur in der Immunologie, sondern auch darüber hinaus für weitere biologische Anwendungen nützlich.
Da während der Assemblierung je nach Bedarf mehr (oder weniger) Proteinuntereinheiten hinzugefügt werden können, um die DNA zu schützen, kann in fd-Phagen längere (oder kürzere) DNA enthalten sein.
Dies macht diese Phagen für genetische Studien besonders geeignet.
George Smith und Greg Winter verwendeten f1 und fd für ihre Arbeiten zum Phagen-Display, für die sie einen Teil des Nobelpreises für Chemie 2018 erhielten.
Von Angela Belcher und Kollegen stammt die Schaffung und Nutzung vieler Mutanten von M13 für eine breite Palette von Zwecken, insbesondere in der Materialwissenschaft.
Filamentöse Bakteriophagen können die Antibiotikatoleranz fördern, indem sie flüssigkristalline Domänen um Bakterienzellen bilden.